# Maurice Kanbar
Maurice Kanbar, all’anagrafe Moshe Shama (New York, 1º marzo 1929 – San Francisco, 20 agosto 2022), è stato un imprenditore e inventore statunitense di origini israeliane.

## Carriera imprenditoriale
Crea il primo cinema multiplex a New York e possiede più di 36 brevetti di svariati beni di consumo e prodotti medici. Tra le sue molteplici invenzioni ricordiamo il D-Fuzz-It, un pettine che rimuove la lanugine dai maglioni, il Tangoes Puzzle Game e un preparato criogenico per eliminare la cataratta.
Sviluppa un innovativo metodo per la produzione di vodka, capace di produrre una vodka con una ridottissima presenza di impurità. Fonda dunque Skyy Spirits, LLC nel 1992 e lancia con straordinario successo in USA la super premium SKYY Vodka. Rimane azionista di controllo fino a gennaio 2002, quando la skyy Spirits, LLC entra a far parte del Gruppo Campari.
Pubblica nel gennaio 2001 il libro Secrets from an Inventor's Notebook, in cui illustra i passi che ogni inventore dovrebbe seguire per commercializzare la propria idea.
Fonda nel 2002 insieme a Sue Bea Montgomery lo studio di animazione Kanbar Entertainment. Produce insieme a  David Lovegren, Sue Bea Montgomery e Preston Stutzman il film d'animazione Cappuccetto Rosso e gli insoliti sospetti, realizzato dalla Digital Art Asia Studio e dallo studio di animazione Kanbar Entertainment, uscito nelle sale in USA nel 2006.
È stato membro del Mensa.